# Джейкъб Арлоу
Джейкъб Арлоу (на английски: Jacob Arlow) е американски психоаналитик.

## Биография
Роден е през 1912 година в Бруклин, Ню Йорк, най-младия от три деца. Завършва Нюйоркския университет на 20-годишна възраст, а по-късно получава и медицинската си степен. Специализира психиатрия в обществен здравен център, а след това започва да се обучава и по психоанализа, която завършва през 1947 г. Става супервайзер и обучаващ аналитик. Избран е за президент на Американската психоаналитична асоциация през 1960 г., а също така и за председател на нейния борд за професионални стандарти. В периода 1963 – 1967 г. е ковчежник на Международната психоаналитична асоциация.
Арлоу е редактор на Психоаналитичен тримесечник от 1972 до 1979 г. Избиран е също и за президент на Нюйоркското психоаналитично общество.
Умира през 2004 година в Ню Йорк на 92-годишна възраст.

## Кратка библиография
- Arlow, Jacob A. (1961). Ego psychology and the study of mythology. Journal of the American Psychoanalytic Association 9.
- Arlow, Jacob A. (1962). Conflict, regression and symptom formation. International Journal of Psycho-Analysis 44.
- Arlow, Jacob A. (1969). Unconscious fantasy and disturbances of conscious experience. Psychoanalytic Quarterly 38.
- Arlow, Jacob A. (1979). The genesis of interpretation. Journal of the American Psychoanalytic Association, Supplement, 27.
- Arlow, Jacob A., and Brenner, Charles (1964). Psychoanalytic concepts and the structural theory. New York: International Universities Press.